# Xenochodaeus planifrons
Xenochodaeus planifrons là một loài bọ cánh cứng trong họ Ochodaeidae. Loài này được Schaeffer miêu tả khoa học đầu tiên năm 1906.